# Zimer

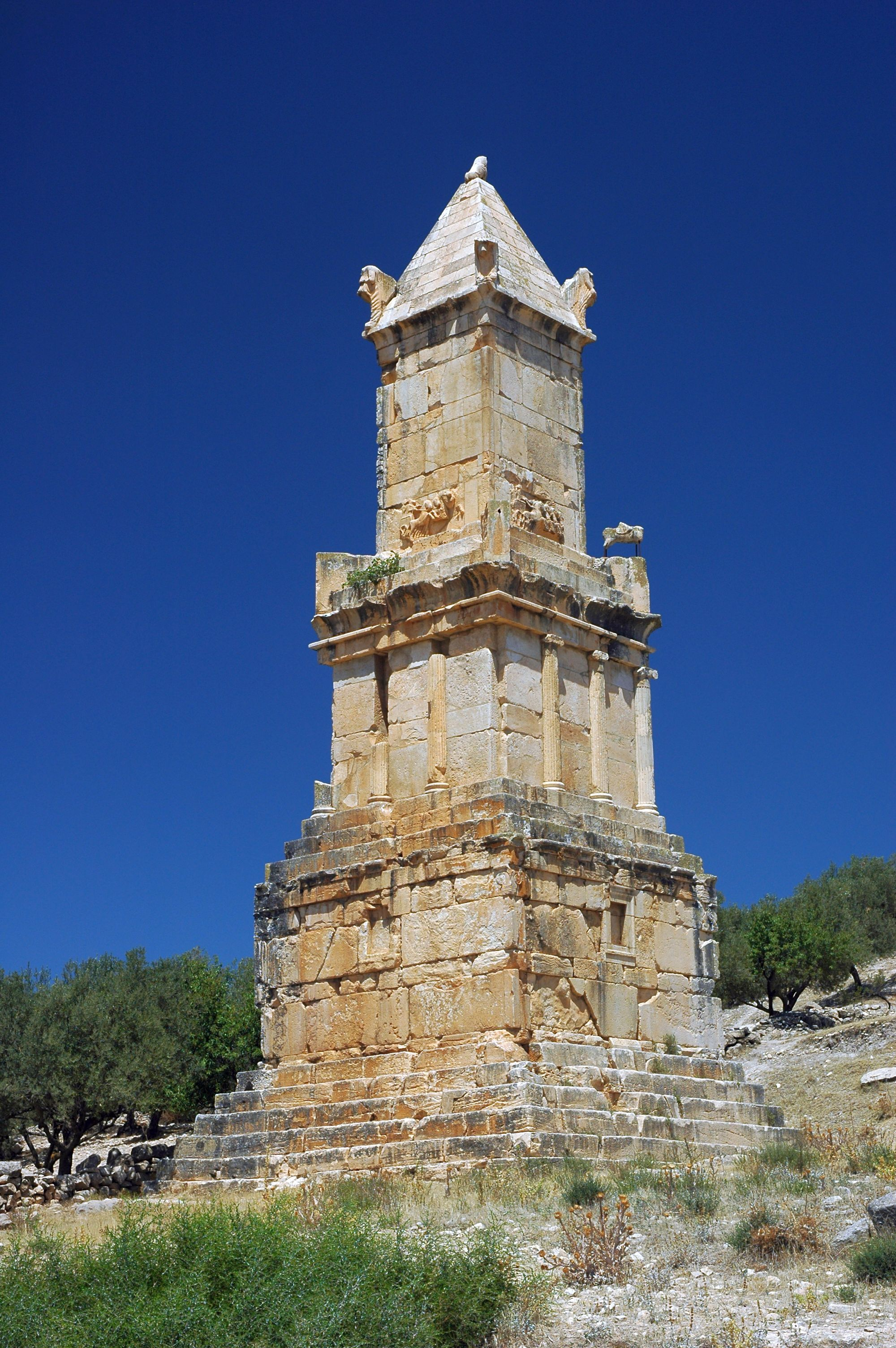
Das Grabmal im Jahr 2008

Zimer (numidisch ZMR), Sohn des Aṭban, Enkel des Jopamitih und Urenkel des Pilau war ein numidischer Steinmetz. Er war im 2. Jahrhundert v. Chr. in Thugga tätig.
Zimer ist neben mehreren anderen Künstlern und Handwerkern auf einer numidisch-punischen Bilingue erwähnt, die an einem Pfeilergrabmal in Thugga gefunden wurde. Auf der Bilingue sind des Weiteren sein Vater Atban, wohl der Architekt, die Steinmetze ʿAbdarisch und Managai, ihre Assistenten Tamôn, Zazai und Warsakan, die Zimmerleute Ankan und Masidil sowie die Eisenhandwerker Papai und Schafot verzeichnet.